# هایک ۱۷۳۲
سیارک ۱۷۳۲ (به انگلیسی: 1732 Heike، نامگذاری:1943EY) هزار و هفتصد و سی و دومین سیارک کشف شده‌است که در ۹ مارس ۱۹۴۳ و در هایدلبرگ کشف شد.
قدر مطلق سیارک برابر ۱۱٫۱۰ است.